# 23047 Іссерофф
23047 Іссерофф (23047 Isseroff) — астероїд головного поясу, відкритий 6 грудня 1999 року.
Тіссеранів параметр щодо Юпітера — 3,345.